# Diana Ospina
Diana Ospina (Medellín, 3 de marzo de 1989) es una futbolista colombiana. Juega en la posición de delantera en el América de Cali de la Liga Colombiana, y es internacional con la selección de Colombia.

## Carrera
Ha representado a Colombia en la Copa Mundial Femenina de Fútbol de 2011 en Alemania y en la Copa Mundial Femenina de Fútbol de 2015 en Canadá, así como en los Juegos Olímpicos de Verano 2016 en Brasil y los Juegos Panamericanos de 2019 en Perú.

## Selección nacional
En 2011, fue convocada para el equipo nacional de fútbol de Colombia para disputar el mundial de fútbol. Para los Juegos Olímpicos de verano de 2016 en Río, fue convocada nuevamente para el equipo colombiano. Hizo parte de la delegación colombiana que obtuvo la medalla de oro en los Juegos Panamericanos de 2019 tras vencer a la selección de Argentina en la final.
El 3 de julio de 2022 es convocada por el técnico Nelson Abadía para la Copa América Femenina 2022 a realizarse en Colombia.

### Participaciones en Copa América
| Copa                       | Sede     | Resultado     | Partidos | Goles |
| -------------------------- | -------- | ------------- | -------- | ----- |
| Copa América Femenina 2018 | Chile    | Cuarto puesto | 7        | 1     |
| Copa América Femenina 2022 | Colombia | Subcampeón    | 5        | 0     |

### Participaciones en Copas del Mundo
| Copa              | Sede                    | Resultado        | Partidos | Goles |
| ----------------- | ----------------------- | ---------------- | -------- | ----- |
| Copa Mundial 2011 | Alemania                | Fase de grupos   | 3        | 0     |
| Copa Mundial 2015 | Canadá                  | Octavos de final | 4        | 0     |
| Copa Mundial 2023 | Australia Nueva Zelanda | Cuartos de final | 5        | 0     |

#### Goles internacionales
| N.º | Fecha                    | Sede                                                             | Rival                        | Marcador | Resultado | Competición                          |
| --- | ------------------------ | ---------------------------------------------------------------- | ---------------------------- | -------- | --------- | ------------------------------------ |
| 1   | 20 de junio de 2011      | Sportanlage Stapfen, Naters, Suiza                               | Bandera de Gales             | 1–0      | 3-1       | Matchworld Women's Cup               |
| 2   | 10 de marzo de 2014      | Estadio Bicentenario Municipal de La Florida, Santiago, Chile    | Bandera de Uruguay           | 2–0      | 2-0       | Juegos Suramericanos                 |
| 3   | 13 de septiembre de 2014 | Estadio Bellavista, Ambato, Ecuador                              | Bandera de Uruguay           | 4–0      | 4–0       | Copa América Femenina                |
| 4   | 21 de noviembre de 2014  | Unidad Deportiva Hugo Sánchez, Veracruz, México                  | Bandera de Trinidad y Tobago | 2–0      | 7-0       | Juegos Centroamericanos y del Caribe |
| 5   | 22 de julio de 2015      | Estadio de Fútbol Panamericano de Hamilton CIBC, Toronto, Canadá | Bandera de Canadá            | 1–0      | 1–0       | Juegos Panamericanos                 |
| 6   | 8 de abril de 2018       | Estadio La Portada, La Serena, Chile                             | Bandera de Paraguay          | 4–0      | 5–1       | Copa América Femenina                |
| 7   | 6 de agosto de 2019      | Estadio San Marcos, Lima, Perú                                   | Bandera de Costa Rica        | 3–0      | 4–3       | Juegos Panamericanos                 |

## Clubes
| Club                   | País     | Año         |
| ---------------------- | -------- | ----------- |
| Formas Íntimas         | Colombia | 2007 - 2016 |
| Envigado F.C.          | Colombia | 2017 - 2018 |
| Independiente Medellín | Colombia | 2019 - 2020 |
| América de Cali        | Colombia | 2021        |
| Alianza Lima           | Perú     | 2021        |
| América de Cali        | Colombia | 2022 - 2024 |

## Palmarés

### Torneos internacionales
| Título               | Equipo                         | Sede | Año  |
| -------------------- | ------------------------------ | ---- | ---- |
| Juegos Panamericanos | Selección femenina de Colombia | Perú | 2019 |